# Airbus A340

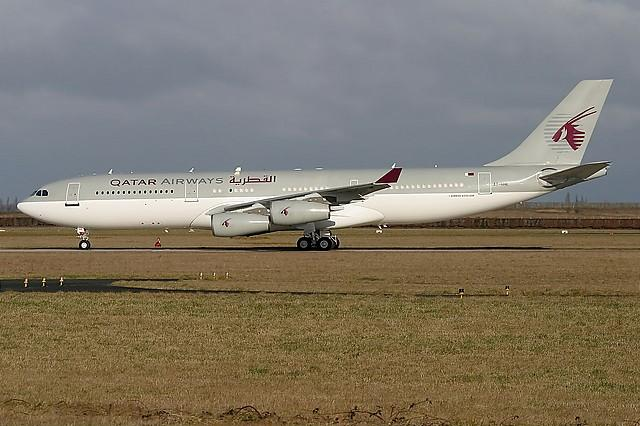
Airbus A340-200 di Qatar Airways.

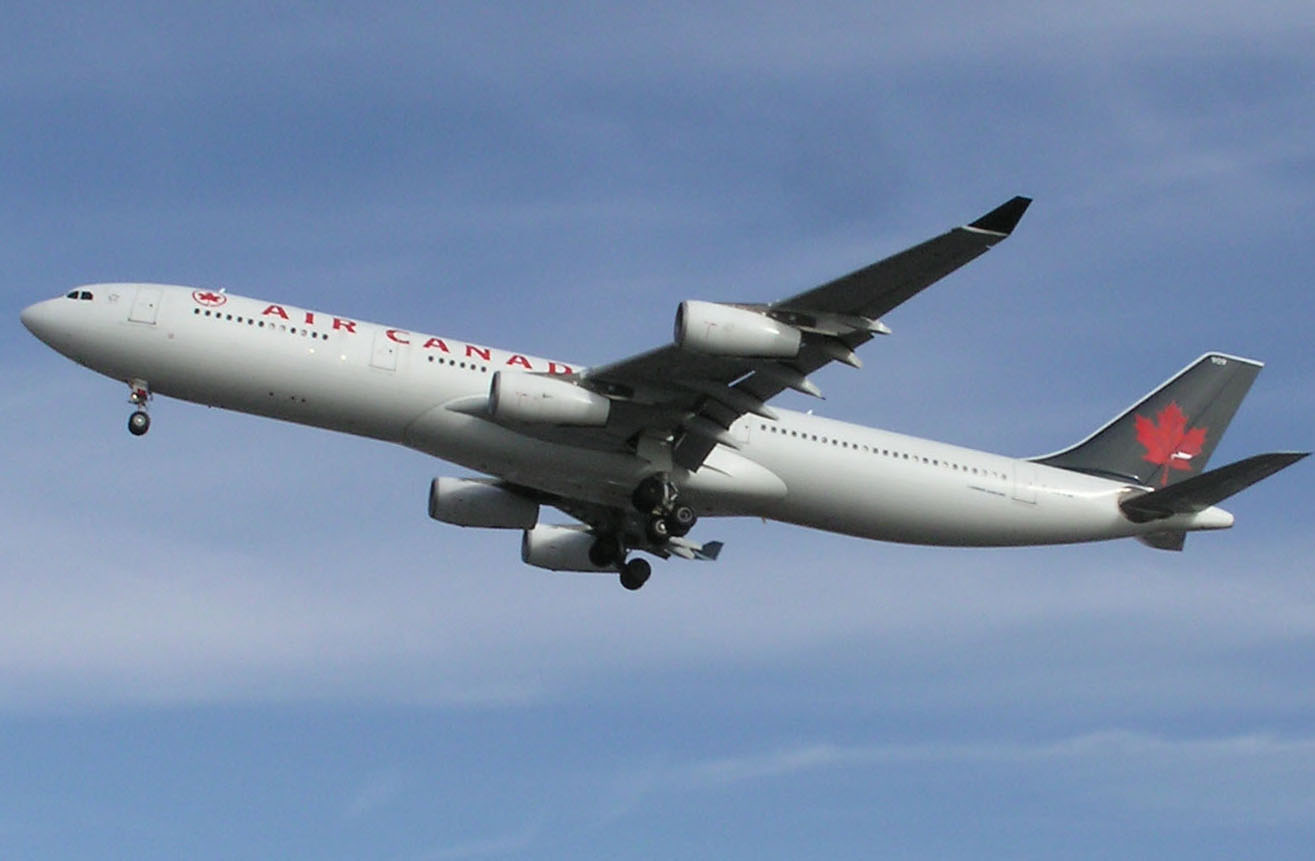
Airbus A340-300 di Air Canada.

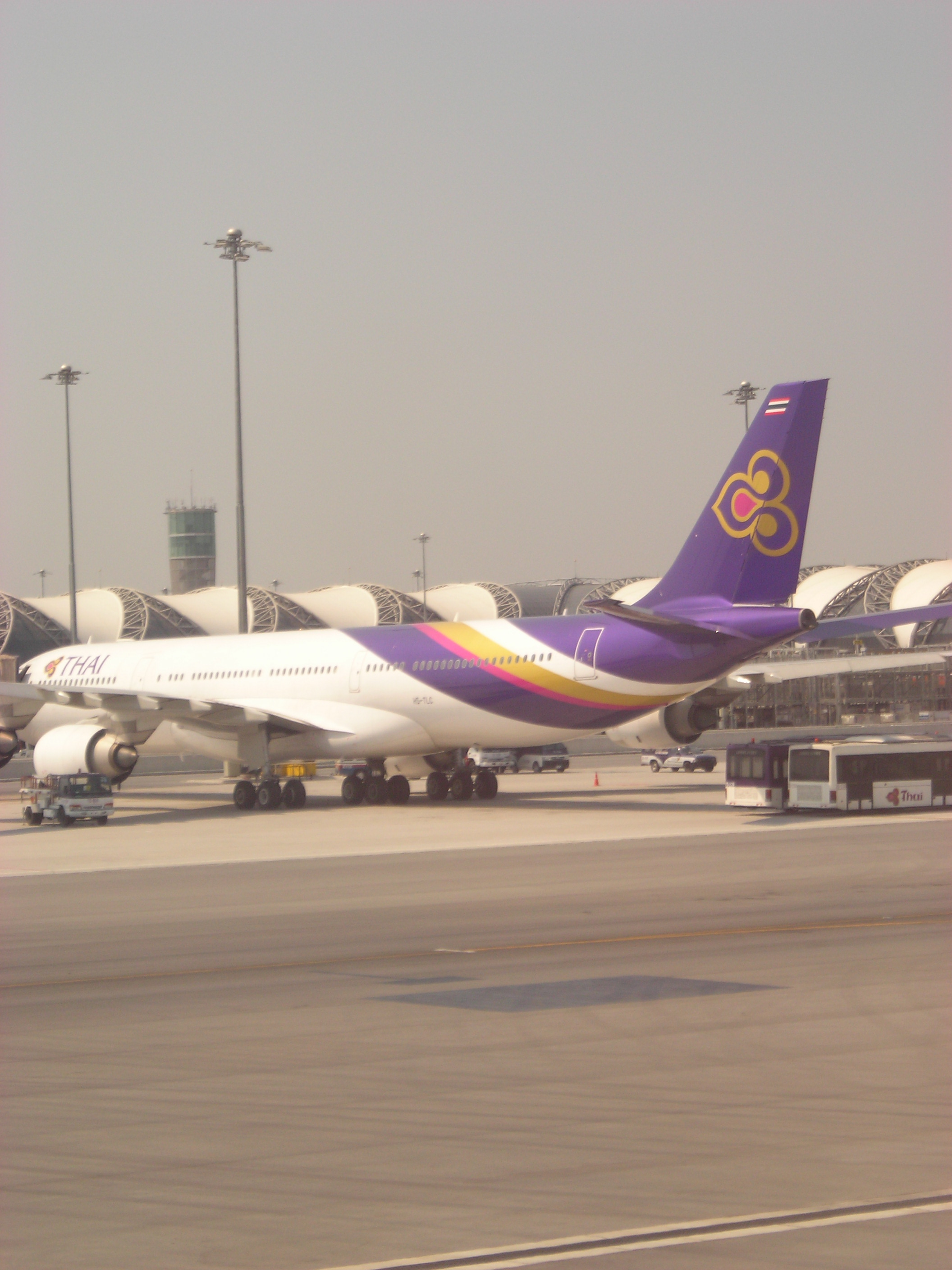
Airbus A340-500 di Thai Airways International.

L'Airbus A340 è un aereo di linea a fusoliera larga prodotto dall'europea Airbus tra il 1993 e il 2011. Il velivolo è ideato per il lungo raggio e dotato di quattro turboventole, alette d'estremità, un ampio piano verticale di coda e dei piani orizzontali in posizione bassa.

## Storia del progetto
Airbus ha sviluppato l'A340 contemporaneamente all'A330 come aereo di linea per le rotte a lungo raggio; venne presentato per la prima volta il 5 giugno del 1987 durante il Salone internazionale dell'aeronautica e dello spazio di Parigi-Le Bourget.
Il prototipo dell'A340-300 effettuò il suo primo volo sull'aeroporto di Tolosa il 25 ottobre 1991. Il primo volo della versione -200 avvenne sempre a Tolosa il 1º aprile 1992. La versione -600, la quale rappresentava l'aereo più grande mai prodotto da Airbus fino alla produzione dell'A380 nel 2005, deteneva, prima dell'uscita del Boeing 747-8, il primato di aereo più lungo al mondo. Questa versione effettuò il primo volo il 23 aprile 2001. Rappresentava, fino all'entrata in servizio dell'A380, l'alternativa di casa Airbus al 747-400 dell'americana Boeing. La versione -500 ha effettuato il primo volo l'11 febbraio 2002.
Airbus ha annunciato il 10 novembre 2011 la cessazione della produzione del quadrimotore Airbus A340. La decisione, secondo la casa costruttrice, è dettata dalle logiche di mercato.
| Modello  | Rollout | Primo volo       | Certificazione JAA/EASA | Certificazione FAA | Prima consegna          | Ingresso in servizio        |
| -------- | ------- | ---------------- | ----------------------- | ------------------ | ----------------------- | --------------------------- |
| A340-200 |         | 1º aprile 1992   | dicembre 1992           |                    | Lufthansa MSN 008       | gennaio 1993 Lufthansa      |
| A340-300 |         | 25 ottobre 1991  | dicembre 1992           |                    | Air France MSN 007      | febbraio 1993 Air France    |
| A340-500 |         | 11 febbraio 2002 | dicembre 2002           |                    | Emirates MSN 471        | dicembre 2003 Emirates      |
| A340-600 |         | 23 aprile 2001   | maggio 2002             |                    | Virgin Atlantic MSN 383 | luglio 2002 Virgin Atlantic |

## Impiego operativo
Con l'introduzione degli aerei della famiglia del Boeing 777 con pesi maggiori rispetto all'A340, e in specifico con l'introduzione del Boeing 777-300ER, le vendite del velivolo europeo hanno iniziato a calare: negli ultimi anni il Boeing 777 ha superato con cospicuo margine l'A340. Nonostante uno dei due giganteschi GE90 del velivolo statunitense consumi molto più carburante rispetto a un Trent 500 dell'Airbus, l'uso di soli due motori, invece di quattro, comporta un vantaggio operativo di circa 8-9%.
Nel gennaio 2006, Airbus aveva annunciato i suoi piani per la produzione dell'A340E, dove la E sta per Enhanced (in inglese: accresciuto, migliorato), con il quale sperava di recuperare quel margine di 8 punti percentuali in termini di consumo di carburante. A340E sarebbe stato dotato di Rolls-Royce Trent 1500 che avrebbero consentito un notevole risparmio di carburante.
La produzione dell'A340 doveva proseguire, per altre 127 unità preventivate, fino al 2016.
Verso la metà del 2008, con la crescita dei prezzi del carburante, l'alto consumo di carburante dell'A340 ha portato le compagnie a tagliare i voli a lunghissimo raggio, ovvero quelli che durano più di 15 ore. Thai Airways International ha cancellato il suo volo diretto Bangkok-New York della durata di 17 ore e operato con Airbus A340-500 per sostituirlo con un volo via Osaka e operato con Boeing 777-300.
Nonostante i voli corti sollecitino maggiormente un aereo rispetto a quelli più lunghi, questi ultimi richiedono alle compagnie di riempire al massimo i serbatoi, facendo sì che gli aerei in volo consumino solo carburante per trasportarne altro.
Si calcola che la Thai Airways abbia i suoi voli Bangkok-New York pieni all'80%, ma con i prezzi del carburante del 2008, sarebbe necessario avere un impossibile 120% di posti occupati per ottenere un volo redditizio.
Altre compagnie stanno esaminando la possibilità di reintrodurre voli a lungo raggio. Nell'agosto 2008 Cathay Pacific Airways ha annunciato al Wall Street Journal che la crescita dei prezzi sta compromettendo le sue rotte trans-pacifiche e sarà quindi costretta a tagliare molti voli su quelle rotte per reimpiegarli su rotte più corte come tra l'Australia e Hong Kong.
Il CEO di Cathay Pacific ha confessato ai giornali: "Ridaremo forma al nostro network dove necessario per assicurare di far volare gli aerei dove possiamo coprire i costi e guadagnare qualche soldo...". Verso la fine del 2008 la Cathay ha restituito tutti i suoi A340-600, che aveva in leasing, per sostituirli con Boeing 777-300ER di proprietà. Gli Airbus sono stati rivisitati e consegnati alla Hainan Airlines.
In data 15 novembre 2012, Airbus annuncia di aver venduto gli ultimi due A340-500 prodotti (per un'altra società e che non li aveva a suo tempo ritirati) alla società britannica AJW Capital Partners.
Il 4 dicembre 2013 a Londra, Airbus ha presentato davanti ad un pubblico di oltre 100 delegati, tra i quali banchieri, periti, mediatori e finanziatori un piano di restyling per incrementare l'appeal di mercato del A340-600 con iniziative di riconfigurazione e di supporto per ridurre i costi operativi.
Airbus infatti riconosce che l'A340-600 brucia circa il 12% in più di carburante rispetto ai velivoli di dimensioni simili del concorrente Boeing (vedi il Boeing 777), ma ha bassi costi di esercizio e ridotta manutenzione del motore.

### Incidenti
Ad oggi l'A340 non ha avuto incidenti con conseguenze mortali, tuttavia 6 aerei sono stati danneggiati irreparabilmente:
- 20 gennaio 1994: l'A340-211 di Air France 010 / F-GNIA, a seguito di un incendio presso l'aeroporto di Parigi-Roissy.
- 24 luglio 2001: l'A340-312 di SriLankan Airlines 036 / AR-ADD, distrutto dalle Tigri Tamil all'aeroporto di Colombo come conseguenza di un attentato terroristico.
- 2 agosto 2005: l'A340-313X di Air France 289 F-GLZQ, distrutto a seguito dell'uscita dalla pista in fase di atterraggio all'aeroporto di Toronto (volo Air France 358).
- 9 novembre 2007: l'A340-642 di Iberia L.A.E. 731 / EC-JOH, distrutto a seguito di un'uscita di pista in atterraggio all'aeroporto di Quito (volo Iberia 6463).
- 15 novembre 2007: l'A340-642X 856 / F-WWCJ, in fase di test motori ha urtato irreparabilmente una paratia in cemento armato distruggendosi presso l'aeroporto di Toulouse-Blagnac prima di essere consegnato a Etihad Airways (non conteggiato in ordini e consegne).
- 11 giugno 2018 nell'aeroporto di Francoforte sul Meno l'A340-313 D-AIFA di Lufthansa durante le operazioni di rimorchio per il rullaggio, il trattore Pushback subì un incendio danneggiando gravemente la parte anteriore del muso dove si trovava la sezione della cabina di pilotaggio. L'aereo risultò irreparabilmente danneggiato e fu demolito in seguito.

## Versioni
- A340-200: Versione con aumento dell'autonomia e una fusoliera accorciata rispetto alla versione 300, posti in configurazione standard: 300 in 2 classi (30+270) e 261 in 3 classi (12+36+213). Il primo volo risale al 1º aprile 1992. Questa versione, prodotta complessivamente in 28 esemplari, non è più in produzione, l'ultima consegna è stata nel giugno 1997.
  - A340-213X: Variante realizzata in 1 solo esemplare (cn 204, l'ultimo della serie -200) con aumento dell'autonomia a 15.000 km, conosciuta anche come Airbus A340-8000, è stato consegnato nel novembre 1998.
- A340-300: Versione ad alta densità rispetto alla versione 200, posti in configurazione standard: 335 in 2 classi (30+305) e 295 in 3 classi (12+42+241). La -300 è la versione iniziale dell'A340 e volò la prima volta il 25 ottobre 1991. Il diretto concorrente della Boeing è il 777-200ER. Questa versione, prodotta complessivamente in 218 esemplari, non è più in produzione, l'ultimo esemplare standard è stato consegnato nel dicembre del 1996.
  - A340-313X: Variante con un più alto peso lordo. Questa versione, 153 aeromobili prodotti, non è più in produzione, l'ultima consegna è stata nel maggio del 2004.
  - A340-313E: Variante con maggiore peso massimo al decollo ed un aumento dell'autonomia aggiungendo un serbatoio centrale. Questa variante, 12 aeromobili prodotti, non è più in produzione, l'ultima consegna è stata nell'ottobre del 2008.

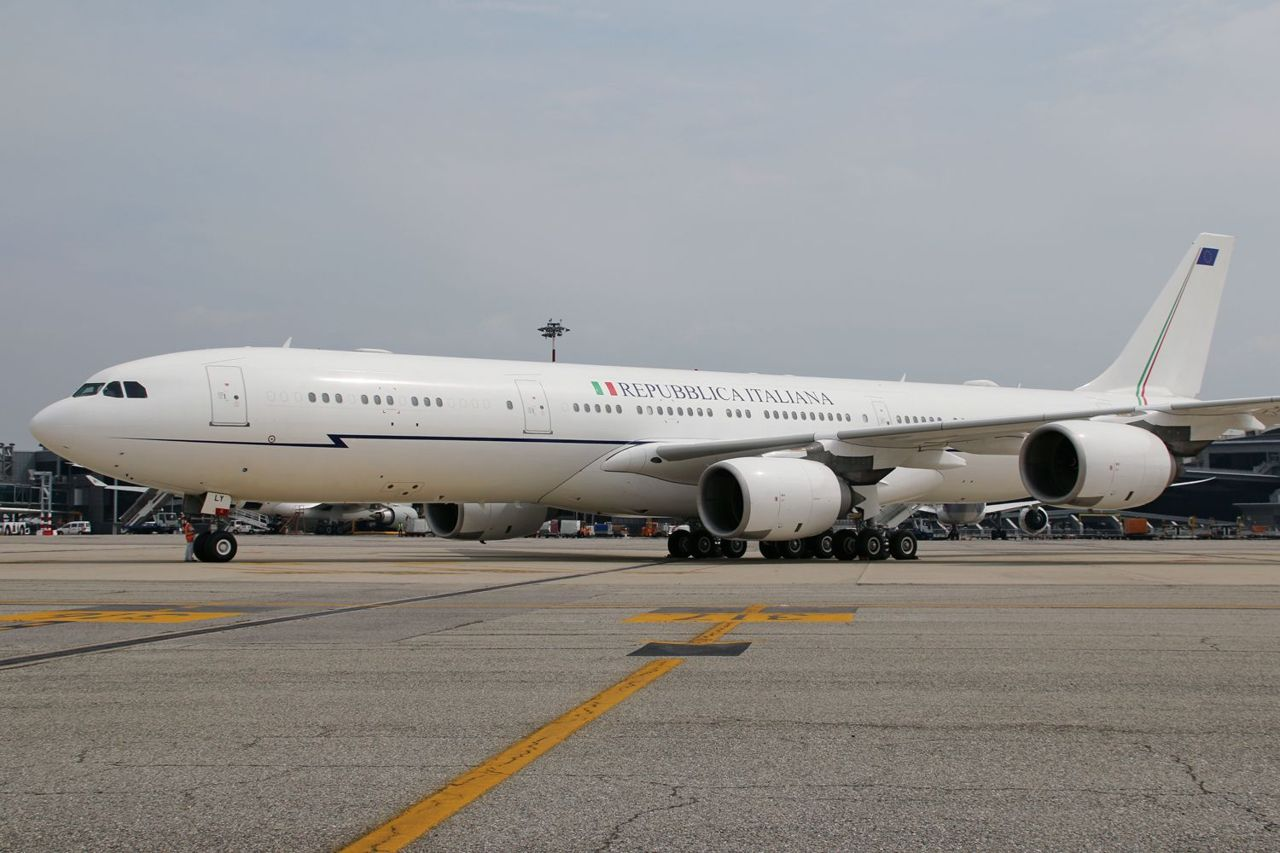
L'Airbus A340-541 I-TALY preso in leasing dall'Aeronautica militare italiana nel 2016

- A340-500: Versione con un grande aumento dell'autonomia, posti in configurazione standard: 359 in 2 classi (30+329) e 313 in 3 classi (12+42+259). Con questa versione la compagnia Singapore Airlines effettuava il volo senza scalo più lungo (da Singapore a New York). L'unico aereo di linea con autonomia maggiore è il Boeing 777-200LR "Worldliner" introdotto però nei primi mesi del 1996 (4 anni dopo). Questa versione è stata ordinata complessivamente in 35 esemplari (settembre 2009), successivamente aumentati a 36 esemplari (ottobre 2010) e infine ridotti a 34 (nel 2012); il 31º esemplare è stato consegnato nel giugno del 2010 e il 32º esemplare nel dicembre 2010. A dicembre 2012 sono stati consegnati gli ultimi 2 che erano stati prodotti.[8] e non consegnati; sono stati acquistati nel novembre dalla AJW Capital Partners e consegnati nel dicembre dello stesso anno alla Azerbaijan Airlines; infatti l'Airbus nel novembre 2011 aveva annunciato di aver completato la produzione e che nuovi aerei non saranno più costruiti.[3]
  - A340-500HGW: Variante con un più alto peso lordo (Higher Gross Weight) con gli stessi motori del A340-600 RR Trent 556-61, prodotta dal 2006.[12]
- A340-600: Versione con le maggiori modifiche: ha una fusoliera allungata, un nuovo impianto di propulsione con motori più potenti e l'aggiunta di un carrello centrale, posti in configurazione standard: 419 in 2 classi (36+383) e 380 in 3 classi (12+54+314). Il primo volo è del 23 aprile 2001. Il diretto concorrente di questa versione è il Boeing 777-300ER. Questa versione è stata ordinata complessivamente in 103 esemplari (settembre 2009), successivamente ridotti a 97 esemplari (dicembre 2009) e il 97º esemplare (l'ultimo) è stato consegnato nel luglio del 2010.
  - A340-600HGW: Variante con un più alto peso lordo (Higher Gross Weight), prodotta dal 2006.[13]

## Dati tecnici

### Specifiche
| Dati                                    | A340-200                    | A340-300                    | A340-500                    | A340-600                    |
| --------------------------------------- | --------------------------- | --------------------------- | --------------------------- | --------------------------- |
| Codice ICAO                             | A342                        | A343                        | A345                        | A346                        |
| Codice IATA                             | 342                         | 343                         | 345                         | 346                         |
| Equipaggio in cabina di pilotaggio      | 2 piloti                    | 2 piloti                    | 2 piloti                    | 2 piloti                    |
| Capacità massima passeggeri             | 420                         | 440                         | 375                         | 475                         |
| Lunghezza totale                        | 59,42 m                     | 63,69 m                     | 67,93 m                     | 75,36 m                     |
| Diametro cabina                         | 5,29 m                      | 5,29 m                      | 5,29 m                      | 5,29 m                      |
| Diametro fusoliera                      | 5,64 m                      | 5,64 m                      | 5,64 m                      | 5,64 m                      |
| Larghezza piano orizzontale             | 19,40 m                     | 19,40 m                     | 22,59 m                     | 22,59 m                     |
| Apertura alare                          | 60,30 m                     | 60,30 m                     | 63,45 m                     | 63,45 m                     |
| Superficie alare                        | 363,1 m²                    | 363,1 m²                    | 437,3 m²                    | 437,3 m²                    |
| Freccia alare                           | 29,7°                       | 29,7°                       | 31,1°                       | 31,1°                       |
| Altezza fusoliera                       | 7,78 m                      | 7,76 m                      | 7,95 m                      | 7,99 m                      |
| Altezza totale                          | 17,03 m                     | 16,99 m                     | 17,53 m                     | 17,93 m                     |
| Passo                                   | 29,91 m (MLG) 30,91 m (CLG) | 32,05 m (MLG) 33,04 m (CLG) | 34,16 m (MLG) 34,91 m (CLG) | 39,46 m (MLG) 40,21 m (CLG) |
| Peso operativo a vuoto (OEW)            | 118 000 kg                  | 131 000 kg                  | 168 000 kg                  | 174 000 kg                  |
| Peso massimo senza carburante (MZFW)    | 169 000 kg                  | 174 000 kg                  | 225 000 kg                  | 251 000 kg                  |
| Peso massimo durante il rullaggio (MTW) | 254 400 kg                  | 257 900 kg                  | 369 200 kg                  | 381 200 kg                  |
| Peso massimo al decollo (MTOW)          | 253 500 kg                  | 257 000 kg                  | 368 000 kg                  | 380 000 kg                  |
| Peso massimo all'atterraggio (MLW)      | 181 000 kg                  | 186 000 kg                  | 240 000 kg                  | 265 000 kg                  |
| Carico utile massimo                    | 51 000 kg                   | 52 000 kg                   | 54 000 kg                   | 66 000 kg                   |
| Capacità cargo                          | 132,4 m³                    | 158,4 m³                    | 149,7 m³                    | 201,7 m³                    |
| Capacità massima carburante             | 140 940 L                   | 140 940 L                   | 214 808 L                   | 198 139 L                   |
| Velocità di crociera                    | 0,82 Mach (1 012,54 km/h)   | 0,82 Mach (1 012,54 km/h)   | 0,82 Mach (1 012,54 km/h)   | 0,82 Mach (1 012,54 km/h)   |
| Velocità massima                        | 0,86 Mach (1 061,93 km/h)   | 0,86 Mach (1 061,93 km/h)   | 0,86 Mach (1 061,93 km/h)   | 0,86 Mach (1 061,93 km/h)   |
| Autonomia                               | 6 700 nmi 12 400 km         | 7 300 nmi 13 500 km         | 9 000 nmi 16 670 km         | 7 800 nmi 14 450 km         |
| Quota di tangenza                       | 41 100 ft 12 527 m          | 41 450 ft 12 634 m          | 41 450 ft 12 634 m          | 41 450 ft 12 634 m          |
| Motori (x4)                             | CFM56-5C                    | CFM56-5C                    | RR Trent 553                | RR Trent 556                |
| Spinta (x4)                             | 126-151 kN                  | 126-151 kN                  | 197-260 kN                  | 197-275 kN                  |

### Motori
| Modello     | Anno | Motori          |
| ----------- | ---- | --------------- |
| A340-211    | 1993 | CFM 56-5C2      |
| A340-212    | 1994 | CFM 56-5C3      |
| A340-213    | 1994 | CFM 56-5C4      |
| A340-311    | 1993 | CFM 56-5C2      |
| A340-312    | 1994 | CFM 56-5C3      |
| A340-313    | 1997 | CFM 56-5C4      |
| A340-541    | 2003 | RR Trent 553-61 |
| A340-542HGW | 2005 | RR Trent 556-61 |
| A340-641    | 2002 | RR Trent 556-61 |
| A340-642HGW | 2002 | RR Trent 560    |

## Utilizzatori
A febbraio 2024, dei 377 esemplari consegnati, 104 sono operativi. L'Airbus A340 non è più in produzione, tutti i velivoli ordinati sono stati consegnati.

### Civili
Gli utilizzatori sono:
- Lufthansa (22 esemplari)
- Mahan Air (11 esemplari)
- European cargo (8 esemplari)
- Conviasa (5 esemplari)
- Edelweiss Air (5 esemplari)
- Hi Fly Malta (4 esemplari)
- Kam Air (4 esemplari)
- Swiss International Air Lines (4 esemplari)
- Azerbaijan Airlines (3 esemplari)
- Global Aviation (3 esemplari)
- Legend Airlines (3 esemplari)
- Alpha Star (2 esemplari)
- Plus Ultra Líneas Aéreas (2 esemplari)
- Syrianair (2 esemplari)
- AirX Charter (1 esemplare)
- Azman Air (1 esemplare)
- Iran Aseman Airlines (1 esemplare)
- Las Vegas Sands (1 esemplare)
- South African Airways (1 esemplare)
- Surinam Airways (1 esemplare)
- Universal Sky Carrier (1 esemplare)

### Governativi e militari
Gli utilizzatori sono:
- Qatar Amiri Flight (3 esemplari)
- Forza Aerea del Kuwait (2 esemplari)
- Forza Aerea dell'Algeria (1 esemplare)
- Forza Aerea dell'Egitto (1 esemplare)
- Forza Aerea dell'Eswatini (1 esemplare)
- Forza Aerea della Thailandia (1 esemplare)
- Forza Aerea della Turchia (1 esemplare)
- Governo dell'Arabia Saudita (1 esemplare)
- Governo dell'Iran (1 esemplare)
- Governo della Libia (1 esemplare)